# 莒国长公主
莒国长公主（10世纪？—950年），是中国五代十国后周太祖郭威的第三女。 
莒国长公主在950年，留在后汉的京城开封府，与郭威全家被汉隐帝刘承祐杀害。周太祖广顺元年（951年）二月追封乐安公主，周世宗显德四年（957年）四月，又追封莒国长公主。